# الإسلام في ولايات ميكرونيسيا المتحدة
الإسلام في ولايات ميكرونيسيا المتحدة هو أقلية دينية في ولايات ميكرونيسيا المتحدة.

## إحصائيات
سنة 2010، بلغ عدد المسلمين بالدولة حوالي 22 مسلما، كلهم أحمديون، مشكلين حوالي 0.02% من التعداد الإجمالي للسكان. يتواجد أغلب المسلمين في جزيرة كورساي.